# Martin Luther King Jr. Memorial
O Martin Luther King, Jr. Memorial é um monumento localizado em West Potomac Park, Washington, D.C., Estados Unidos. Foi inaugurado em 16 de outubro de 2011 pelo presidente Barack Obama em homenagem ao ativista Martin Luther King Jr, após mais de duas décadas de planejamento. 
Foi construído às margens de Tidal Basin próximo a outros monumentos nacionais, estando alinhado ao Lincoln Memorial e ao Jefferson Memorial. O endereço oficial do memorial (1964 Independence Avenue) é uma referência ao ano em que foi assinada a Lei dos Direitos Civis. 
Embora não seja o primeiro memorial a um cidadão afro-americano em Washington, D.C., este é o primeiro a ser erguido no National Mall e também um dos quatro únicos que não homenageiam um presidente americano.

## História
Logo após o assassinato de Martin Luther King, em 1968, a fraternidade Alpha Phi Alpha, da qual King era integrante, propôs ao governo um monumento permanente em memória do ativista. A fraternidade chegou a reforçar a ideia de um monumento em 1986, quando Ronald Reagan instituiu o Dia de Martin Luther King.
Em 1996, o Congresso dos Estados Unidos autorizou a fraternidade a estabelecer um local provisório para o memorial no Distrito de Colúmbia, dando-lhes um prazo de até 2003 para a construção. Em seguida foi criada uma instituição para coordenar a construção do monumento. Finalmente em 1999, o governo aprovou o local escolhido pela fraternidade, fato simbolizado pela placa comemorativa colocada no local no ano seguinte. 
Em 2009, mais de duas décadas após a primeira tentativa, o projeto começou a sair do papel. Toda a estrutura do monumento foi baseada na frase de King: "Com esta fé nós poderemos cortar da montanha do desespero uma pedra de esperança". O monumento é formado pela Mountain of Despair (montanha do desespero), uma escultura de duas montanhas, e a Stone of Hope (pedra da esperança), que contém uma escultura de 9 metros do próprio King. 

### Inauguração e dedicação

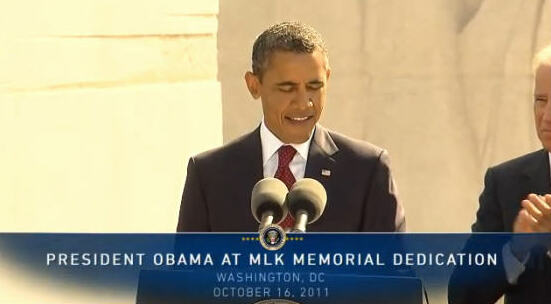
Presidente Obama discursando sobre o legado de Martin Luther King, Jr. durante a inauguração do Memorial.

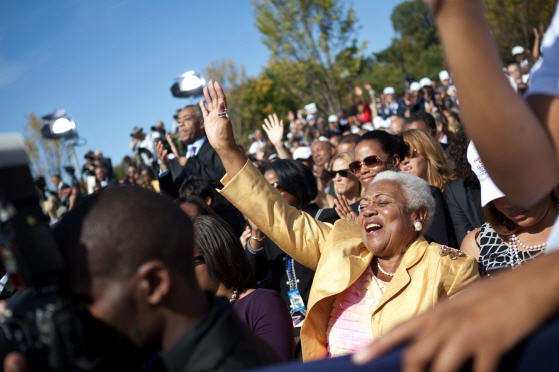
Público durante o concerto de inauguração do Memorial.

O Memorial foi aberto ao público em 22 de agosto de 2011, antes da cerimônia de dedicação oficial. A cerimônia estava marcada para o dia 28 de agosto, incluindo um concerto em homenagem ao Movimento dos Diretos Civis, liderado por King. Contudo, as autoridades recearam pelos efeitos do furacão Irene, previsto para atingir a cidade durante aquela semana. Os organizadores do evento adiaram a cerimônia para 16 de outubro.
A cerimônia de dedicação ocorreu com menos público do que o esperado para a data original, que era de 200 mil pessoas. Participaram do evento: o Presidente Barack Obama, a Primeira-dama Michelle Obama, o Vice-presidente Joe Biden, Nancy Pelosi, John Lewis e Elijah Cummings, entre outras autoridades. Obama fez um discurso comparando o Movimento dos Direitos Civis à sua própria política de governo, o que foi bem recebido pelo público e imprensa em geral. Outros a discursar foram: Jesse Jackson, Andrew Young, Al Sharpton and Martin Luther King III. O concerto ficou por conta de Aretha Franklin, Stevie Wonder, Sheryl Crow, James Taylor, entre outros.
Apesar da transferência da data de dedicação, o memorial foi inaugurado legalmente em 28 de agosto, quando passou a figurar entre os parques nacionais dos Estados Unidos. No mesmo dia, o parque passou para a administração do Serviço Nacional de Parques, que administra também os parques do National Mall. 

## Localização
O endereço oficial do memorial é 1964 Independence Avenue, SW, Washington, D.C., sendo que o '1964' é uma referência direta ao ano em que foi assinada a Lei dos Direitos Civis, uma das maiores conquistas para os cidadãos afro-americanos em toda a história do país. O memorial localiza-se numa área de 4 acres (cerca de 1.6 hectare) no West Potomac Park e às margens da lagoa Tidal Basin. A escolha do local teve a intenção de criar uma linha visual com os outros memoriais vizinhos: o Franklin Delano Roosevelt Memorial, Jefferson Memorial e Lincoln Memorial - este último o local onde King proferiu seu discurso mais famoso, I Have a Dream.
O elemento central do Memorial é baseado em um verso do discurso de King: "Out of a mountain of despair, a stone of hope" ("De uma montanha de desespero, uma pedra de esperança" - em tradução livre). Uma escultura de 9 metros de altura de Martin Luther King representando a "Pedra de Esperança" foi colocada num espaço posterior à duas paredes de granito que simbolizam a "Montanha de Desespero". 
A estátua de King foi posicionada para a Tidal Basin, de forma a remeter que está observando o panorama de Washington, D.C. para além do horizonte. Além disso é um dos quatro memoriais erguidos em homenagem a um indivíduo que não chegou à presidência do país.